# Denys Raboula Antoine Beylouni
Denys Raboula Antoine Beylouni (sinh 1930) là một giám mục người Syria của Giáo hội Công giáo nghi lễ Syria, trực thuộc Giáo hội Công giáo Rôma. Ông từng đảm nhiệm nhiều chức danh quan trọng trong tiểu giáo hội Syria như: Giám mục Giáo triều giáo hội Syria, tổng giám mục Tổng giáo phận Aleppo và Giám mục Phụ tá Tòa Thượng phụ Antioch.

## Tiểu sử
Tổng giám mục Denys Raboula Antoine Beylouni sinh ngày 8 tháng 8 năm 1930 tại Chayah, Syria. Sau quá trình tu học dài hạn tại các cơ sở chủng viện, ngày 17 tháng 10 năm 1954, Phó tế Neylouni tiến tới việc được truyền chức linh mục. Tân linh mục thuộc linh mục đoàn của Tòa Thượng phụ Antioch (nghi lễ Syria), tại Li Băng.
Ngày 12 tháng 7 năm 1983, linh mục Denys Raboula Antoine Beylouni được chọn làm Giám mục Phụ tá Tòa Thượng Phụ Antioch (nghi lễ Syria, tọa lạc tại Li Băng), tước hiệu Giám mục Hiệu tòa Mardin dei Siri. Tân giám mục đã được cử hành các nghi thức truyền chức giám mục sua đó vào ngày 18 tháng 12 cùng năm. Ba giáo sĩ tham dự chính yếu vào nghi thức truyền chức gồm có chủ phong là Thượng phụ Ignace Antoine II Hayek, Thượng phụ Tòa Thượng phụ Antioch (nghi lễ Syria). Hai phụ phong gồm có Tổng giám mục Grégoire Ephrem Jarjour, Giám mục Phụ tá Tòa Thượng phụ Antioch và Tổng giám mục Eustathe Joseph Mounayer, Tổng giám mục Tổng giáo phận Damas (nghi lễ Syria).
Bảy năm sau đó, ngày 1 tháng 6 năm 1991, ông được thăng lên làm Tổng giám mục Tổng giáo phận Alep (Beroea, Halab), đặt trên lãnh thổ Syria. Sau mười năm phục vụ trên cương vị này, ngày 16 tháng 9 năm 2000, ông từ nhiệm, và được bổ nhiệm danh tước Tổng giám mục Hiệu tòa Mardin dei Siri, thuyên chuyển về làm Giám mục Giáo triều Điều hành Giáo hội nghi lễ Syria. Ông cũng làm ở đây trong khoảng mười năm, từ nhiệm vào ngày 1 tháng 3 năm 2011, khi đã 81 tuổi.

## Tông truyền
Tổng giám mục Denys Raboula Antoine Beylouni cũng tham gia các nghi thức truyền chức, nhưng chỉ là phụ phong cho rất nhiều giám mục:
- Năm 1986, Tổng giám mục Jules Mikhael Al-Jamil
- Năm 1996, Tổng giám mục Gregorios Elias Tabé
- Năm 1996, Thượng phụ Ignace Joseph III Younan
- Năm 1997, Tổng giám mục Jacques Behnan Hindo
- Năm 1997, Thượng phụ Ignace Pierre VIII (Grégoire) Abdel-Ahad
- Năm 2000, Tổng giám mục Théophile Georges Kassab
- Năm 2001, Tổng giám mục Denys Antoine Chahda
- Năm 2003, giám mục Iwannis Louis Awad
- Năm 2010, giám mục Barnaba Yousif Benham Habash
- Năm 2011, giám mục Jihad Mtanos Battah
- Năm 2011, giám mục Timoteo Hikmat Beylouni
- Năm 2016, giám mục Paul Antoine Nassif